# Donacoscaptes squamuiellus
Donacoscaptes squamuiellus là một loài bướm đêm trong họ Crambidae.